# Aleucosia calophthalma
Aleucosia calophthalma är en tvåvingeart som först beskrevs av Thomson 1869.  Aleucosia calophthalma ingår i släktet Aleucosia och familjen svävflugor. Inga underarter finns listade i Catalogue of Life.